# お気に召せて
お気に召せて（おきにめせて）は佐藤佳奈子と齋藤有紗から成る日本の女性お笑いコンビ。

## 来歴
「オールナイトフジコ」（フジテレビ）での共演がきっかけでお笑い好きで意気投合し、お笑いライブにも一緒に足を運ぶようになった佐藤佳奈子（元フジコーズ）と齋藤有紗（ラフ×ラフ）によるお笑いコンビ。主に漫才をやっている。
2024年7月6日に行われたK-PRO主催のお笑いライブ「ゲレロン」で初めてネタ披露。
その後、不定期でお笑いライブに出演している。
コンビとしてはフリーで活動していたが、2025年5月からコンビとしても株式会社ALWAYSに所属することになった。
2025年3月12日には自身のYouTubeチャンネル「お気に召せての初心者チャンネル🔰」を開設。

## メンバー
佐藤 佳奈子（さとう かなこ、2000年7月8日 - ）
- ニックネームはさかな
- 2024年3月までフジコーズのメンバー（学生番号9番）として活動しており、番組内では自身がおすすめの芸人を紹介するコーナーのMCを番組MCの伊藤俊介（オズワルド）と共に担当していた。
- 趣味は漫才やコントの文字起こし、宝塚観劇、映画鑑賞、ピアノ。
- 特技はハイキック板割り、ドラム、100個の顔

齋藤 有紗（さいとう ありさ、2001年3月29日 - ）
- ニックネームはありさ、ありわら
- アイドルグループ「ラフ×ラフ」のメンバーであり、リーダーを務めている。
- 趣味はお笑いライブに行くこととアイドル鑑賞
- 特技はアルトサックスとけん玉[5]

## 賞レース戦歴
コンビ
- 女芸人No.1決定戦 THE W 2024 - 2回戦進出
- M-1グランプリ2024 - 1回戦敗退、ナイスアマチュア賞
- キングオブコント2025 - 1回戦敗退[6]

佐藤
- R-1グランプリ2024 - 1回戦敗退（魚塚さかな名義）[7]

齋藤
- 女芸人No.1決定戦 THE W 2023 - 2回戦進出[8]

### テレビドラマ
- 孤独のグルメ Season8 第4話    （2019年10月26日、テレビ東京） - 客 役(齋藤有紗のみ)